# خومیتس (استان لهستان کوچک‌تر)
خومیتس (به لهستانی:  Chełmiec) یک روستا در لهستان است که در گمینا خومیتس واقع شده‌است. خومیتس ۲٬۶۵۷ نفر جمعیت دارد.